# Борхерт, Катрин
Катрин Борхерт (нем. Katrin Borchert; 11 апреля 1969, Варен) — немецкая и австралийская гребчиха-байдарочница, выступала за сборные ГДР, ФРГ, объединённой Германии и Австралии в конце 1980-х — начале 2000-х годов. Участница трёх летних Олимпийских игр, серебряная и дважды бронзовая призёрша Олимпийских игр, девятикратная чемпионка мира, победительница многих регат национального и международного значения.

## Биография
Катрин Борхерт родилась 11 апреля 1969 года в городе Варене, федеральная земля Мекленбург-Передняя Померания. Активно заниматься греблей на байдарках начала в раннем детстве, проходила подготовку в одном из спортивных клубов Нойбранденбурга. 
Первого серьёзного успеха на взрослом международном уровне добилась в 1989 году, когда попала в основной состав национальной сборной ГДР и побывала на чемпионате мира в болгарском Пловдиве, где одержала победу сразу в трёх дисциплинах: в одиночках на пятистах и пяти тысячах метрах, а также в четвёрках на полукилометровой дистанции. В 1990 году Борхерт переехала из Восточной Германии в Западную, присоединилась к гребному клубу Эссена и выступила от этой страны на мировом первенстве в польской Познани — четыре раза поднималась здесь на пьедестал почёта, в том числе стала чемпионкой в зачёте одиночных байдарок на пяти километрах.
В 1991 году Борхерт вошла в состав главной гребной команды объединившейся Германии и съездила на первенство мира в Париж, выиграв золотые медали на пятистах метрах в одиночках и четвёрках. Благодаря череде удачных выступлений удостоилась права защищать честь страны на летних Олимпийских играх 1992 года в Барселоне — в составе четырёхместного экипажа, куда кроме неё вошли гребчихи Рамона Портвих, Биргит Шмидт и Анке фон Зек, завоевала на дистанции 500 метров серебряную медаль, уступив в решающем заезде лишь команде Венгрии.
В феврале 1994 года Борхерт эмигрировала в Австралию и с этого момента стала выступать за австралийскую национальную сборную. В 1996 году от Австралии она отобралась на Олимпиаду в Атланте и добавила в послужной список бронзовую олимпийскую медаль, заняв третье место в двойках совместно с Анной Вуд и седьмое в одиночках. В 1997 году на чемпионате мира в канадском Дартмуте дважды поднималась на пьедестал почёта, получила серебро в двойках на пятистах и тысяче метрах. В следующем сезоне с мирового первенства в венгерском Сегеде привезла сразу четыре награды, в том числе золотые среди двухместных байдарок на километровой и полукилометровой дистанциях. Ещё через год на аналогичных соревнованиях в Милане победила в двойках на километре, став таким образом девятикратной чемпионкой мира. Будучи в числе лидеров сборной, благополучно прошла квалификацию на домашние Олимпийские игры 2000 года в Сиднее, где с той же напарницей Анной Вуд показала в решающем заезде двоек шестой результат, тогда как в одиночках удостоилась бронзы.
После сиднейской Олимпиады Катрин Борхерт ещё в течение некоторого времени оставалась в основном составе австралийской гребной команды и продолжала принимать участие в крупнейших международных регатах. Так, в 2001 году она выступила на чемпионате мира в Познани, выиграла серебряные медали в одиночках на пятистах метрах и в двойках на тысяче, а также бронзовую в одиночной километровой программе. Вскоре по окончании этих соревнований приняла решение завершить карьеру профессиональной спортсменки, уступив место в сборной молодым австралийским гребчихам. В 2009 году введена в Зал спортивной славы штата Квинсленд.